# Parafia Matki Bożej Częstochowskiej w Słopnicach Górnych
Parafia pw. Matki Bożej Częstochowskiej w Słopnicach Górnych – parafia rzymskokatolicka znajdująca się w diecezji tarnowskiej w dekanacie Limanowa. Erygowana w 1981. Mieści się pod numerem 619. Prowadzą ją księża diecezjalni, a proboszczem jest od 2025 roku ks. Sławomir Korus. 
Odpust parafialny obchodzony jest 26 sierpnia - w święto Matki Bożej Częstochowskiej.